# Al Qal'a dos Beni Hammad
Al Qal'a dos Beni Hammad (em francês: La Kalâa des Béni Hammad; em árabe: قلعة بني حماد) ou Al Qal'a dos Banu Hammad é um sítio arqueológico localizado na Argélia. Situado a uma altitude de 1.418 metros, no flanco sul das montanhas Djebel Maâdid, encontra-se 36 km a nordeste da cidade de M'Sila e cerca de 225 km a sudeste de Argel. Desde de 1980 integra a lista do Patrimônio Mundial da UNESCO.

## História
A cidade fortificada de Al Qal'a dos Beni Hammad foi fundada em 1007, pelo emir hamádida Hamade ibne Bologuine, filho do fundador de Argel e da dinastia zírida Bologuine ibne Ziri. A cidade se tornou a primeira capital do emirado e sustentou o cerco do Ziride, em 1017. Em 1090 foi abandonada durante as invasões hilalianas e em 1152 foi parcialmente destruída pelos Almóadas.

## Patrimônio Mundial
Em 1980, o Comitê do Patrimônio Mundial da UNESCO, em sua quarta (4ª) sessão , homologou a inscrição do sítio na lista do Patrimônio Mundial - Região Estados Árabes. 
O sítio é tido como um dos mais significativos vestígios da desaparecida civilização hamádida e é representativo da influência sob a arquitetura, concepção artística e urbanística árabe nos séculos seguintes, em regiões como o Magrebe, Alandalus e Sicília, quando estas estiveram sob domínio dos mouros.
O Qal'a compreende, dentro de 7 km de muralhas parcialmente desmanteladas, um grande número de vestígios monumentais, entre os quais estão a grande mesquita e seu minarete, e uma série de palácios. A mesquita, com seu salão de oração composto por 13 naves de 8 baías, é segunda maior da Argélia e apresenta os mesmos aspectos arquitetônicos e representações morfológicas da Grande Mesquita de Cairuão, outro importante monumento religioso islâmico do Magrebe. Os restos do palácio do emir, conhecido como Dal al-Bahr, incluem três residências separadas por jardins e pavilhões.

Al Qal'a dos Beni Hammad
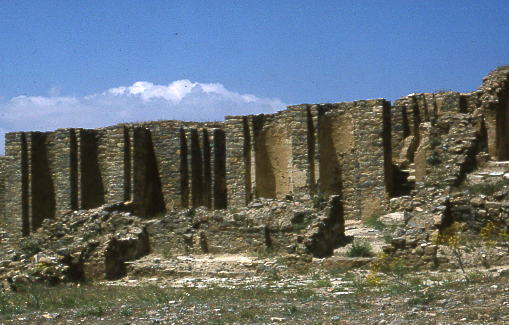
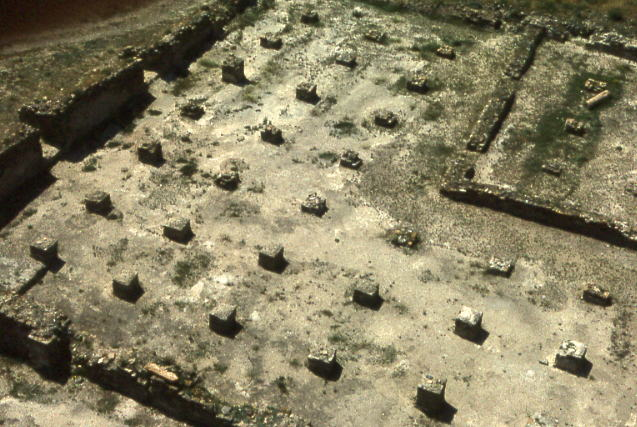
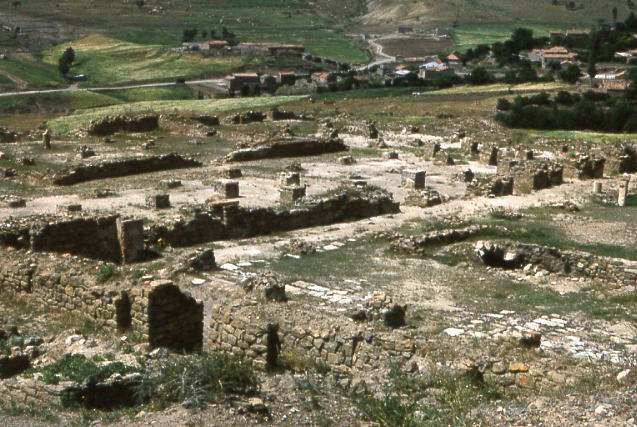